# Lisa Preiß
Lisa Katherina Preiß (* 1993 oder 1994 in Deutschland) ist eine deutsche Reiterin. Sie nahm an den Special Olympics World Summer Games 2023 in Berlin teil.

## Leben und Karriere
Preiß lebt in Baden-Württemberg. Sie arbeitet in den Werkstätten der Lebenshilfe HWW Giengen.
Die Athletin wird von der Trainerin Beate Bengelmann auf der Anlage der Reitsportgemeinschaft Ugenhof in Herbrechtingen-Bolheim trainiert. Bengelmann war bei den Weltspielen für das deutsche Reit-Team in Berlin bestehend aus zwölf Sportlerinnen und Sportlern verantwortlich, das bei 36 Starts am Ende 21 Medaillen – neun goldene, zwei silberne und zehn bronzene – nach Hause brachte.
Preiß nahm bereits an den Nationalen Spielen von Special Olympics Deutschland 2010 in Bremen, 2012 in München, 2014 in Düsseldorf, 2016 in Hannover und 2018 in Kiel teil. Bei den Nationalen Spielen erwarb sie mehrere Medaillen, unter anderem Silber in Bremen und Gold in Hannover. Bei den Special Olympics Deutschland Sommerspielen 2022 qualifizierte die Athletin sich für die Special Olympics World Summer Games 2023.
Auch außerhalb von Special Olympics hat Preiß Erfolg: Beim Landeschampionat für Reiter mit Behinderung des Pferdesportverbandes Baden-Württemberg 2022 gewann sie auf Miss Elly in Level B (Schritt/Trab) Gold.
Bei den Special Olympics World Summer Games 2023 nahm sie auf Dr. Bob an drei Wettbewerben teil. In der Dressur errang sie in Level B I, Kategorie D 02 mit 72.647 Punkten Gold. Beim Geschicklichkeitsreiten (English Working Trails) gewann sie in Level B I, Kategorie D03, mit 79 Punkten Bronze. In English Equitation Level B I, D03 kam sie mit 60 Punkten auf den 6. Platz.